# 257 (число)
257 (двісті п'ятдесят сім) — це натуральне число, яке йде після 256 і перед 258.

## В математиці
257-це просте число вигляду {\displaystyle 2^{2^{n}}+1,} при n = 3, тобто, це число Ферма. Таким чином, правильний многокутник з 257 сторонами можна побудувати за допомогою циркуля і лінійки без поділок. Нині є другим за величиною відомим простим числом Ферма.
Також є збалансованим простим,  та іррегулярним простим, простим, яке на одиницю більше ніж квадрат,
і числом Якобстала-Лукаса.
Існує рівно 257 комбінаторно різних опуклих багатогранників з вісьмома вершинами (або поліедральних графів з вісьмома ребрами).

## В інших областях
- Роки 257 та 257 р. до н. е.
- 257 — це телефонний код країни для Бурунді. Подивитися список телефонних кодів країн.
- .257 Roberts — патрон для гвинтівки
- Існує тематичний ресторан присвячений грі Pac-Man під назвою рівень 257 (англ. Level 257). Він розташованому в місті Шаумбург, штат Іллінойс. Назва відсилає до смертельного екрану у 256 рівні гри в Pac-Man.